# ستيفن نورينون
ستيفين نورينتون (بالإنجليزية:Stephen Norrington) ، مخرج بريطاني مشهور، من مواليد 1964م، واشتهر بإنتاج فيلم بليد الشهير .

## أعماله
- فيلم آلة الموت Death Machine ، أخرج الفيلم سنة 1994م .
- فيلم بليد الجزء الأول، أنتج سنة 1998م،
- آخر دقيقة، أخرج الفيلم سنة 2001م .
- آخر دورية، أخرج الفيلم سنة 2010م .

## وصلات خارجية
- ستيفن نورينون على موقع IMDb (الإنجليزية)
- ستيفن نورينون على موقع ألو سيني (الفرنسية)
- ستيفن نورينون على موقع إن إن دي بي (الإنجليزية)
- ستيفن نورينون على موقع قاعدة بيانات الفيلم (الإنجليزية)
- ستيفن نورينون على موقع كينوبويسك (الروسية)